# 래빗 홀 (노래)
《래빗 홀》(일본어: ラビットホール)은 2023년 일본의 음악 프로듀서 DECO*27이 작곡하고 보컬로이드 가상 가수 하츠네 미쿠가 피처링한 곡이다. 추가 편곡은 tepe가 맡았고, kemu가 베이스 기타를 연주했다. 발매 후 약 10개월 만에 이 곡을 바탕으로 한 팬메이드 단편 애니메이션 "Pure Pure"가 바이럴이 되면서 일본 외 지역에서 곡이 다시 인기를 얻었다.
이 곡의 스템은 디완고의 "리믹스 프로젝트"의 일환으로 대중에게 공개되었다.

## 음악 및 가사
"Rabbit Hole"은 가벼운 4/4박자, 날카로운 싱글 코일 기타 프레이즈, 무거운 백킹 기타를 특징으로 하는 카와이 팝 음악 스타일의 댄스 록-전파송이다.
가사는 본능에 따르는 소녀를 묘사하며 소녀를 토끼에 비유한다.

## 뮤직 비디오
Omutatsu가 그린 "Rabbit Hole"의 뮤직 비디오는 2023년 5월 19일에 공개되었다. 뮤직 비디오 일러스트는 버니걸 복장을 한 하츠네 미쿠가 가슴에 플레잉 카드를 들고 있는 모습을 보여준다. Real Sound의 아오네 코마치는 소녀를 "달콤함 속에 독을 숨긴 소녀"로 묘사했다. 반짝이는 글꼴과 매니큐어, 인형 같은 카와이 요소들도 뮤직 비디오에 등장한다.

## 대중문화에서
2024년 2월 7일, channel이 제작한 이 곡의 파생 팬 애니메이션 "Pure Pure"는 X (이전 트위터)와 틱톡에서 빠르게 인기를 얻었으며, 그 바이럴성으로 인해 순식간에 수많은 인터넷 밈의 주제가 되었다.
3월 3일, Omutatsu는 channel과 협력하여 제작한 이 곡의 팬 아트 일러스트를 게시했다.

## 차트 성과
레빗 홀은 2023년 5월 24일 주 빌보드 재팬 니코니코 동화 보컬로이드 노래 톱 20 차트에서 2위로 데뷔했으며, 2023년 10월 4일 이 차트에서 다시 2위를 기록했다.
"Pure Pure" 애니메이션이 바이럴되면서 "레빗 홀"은 여러 국가의 차트에서 급상승했다. 2024년 3월 7일, 빌보드 글로벌 재팬 송스 제외 일본 차트에 데뷔했으며, 미국에서 16위, 대한민국과 영국에서 20위권에 근접했다. 3월 21일에는 이 차트에서 미국 2위, 영국 4위, 대한민국과 태국 19위, 브라질 20위를 기록했다. 3월 20일 니코니코 보컬로이드 노래 톱 20 차트에서는 4위에 올랐다. 2024년 6월, 이 곡은 2024년 상반기 빌보드 재팬 니코니코 보컬로이드 노래 차트에서 5위를 기록했다. 이 곡은 빌보드 재팬 2024년 니코니코 보컬로이드 노래 연말 차트에서 6위를 기록했다.

## 발매 역사
| 지역    | 날짜            | 형식                     |
| ------- | --------------- | ------------------------ |
| 전 세계 | 2023년 5월 20일 | 디지털 다운로드 스트리밍 |

## 내용주
1. ↑  영어로 "channelcaststation"로도 알려져 있다. "Pure Pure" 바이럴과 함께 channelcaststation은 원래 아나마나구치의 곡 "Miku"를 가지고 여러 팬 애니메이션을 만들었으며, 2024년 호요패어 프로그램에서 "Best Funeral Service for You"라는 이름으로 내보낸 호두와 치치의 원신 팬 애니메이션도 만들었다. 채널 영상이 빠르게 바이럴화되면서 인터넷 밈으로 퍼졌다.